# 赤ちゃんの逆襲
『赤ちゃんの逆襲』（Mauvais esprit）は2003年にフランスで公開されたフランス映画である。パトリック・アレサンドラン監督。
日本では2006年に公開された。R-15作品であり、ファミリー向けな作品ではない。

## あらすじ
建築会社のやり手社長・ヴァンサン・ポレル。彼に待望の男の子が授かり、ますます充実した日々を送っていた。そんな中、ポレルの元に自分の建築を盗まれたと訴えにシモンという男が現れた。だが、そんなことは日常茶飯事のポレルはこれを無視し、妻の出産間近の病院へと車を走らせた。だが、この時に路上に飛び出してきたシモンを撥ね殺してしまう。
自分のデザインをも盗まれ、終いに撥ね殺されるという不幸な運命を辿ったシモンであるが、そのシモンの魂がなんとポレルにとっては待望であろう産まれてくる赤ちゃんへと乗り移ってしまう。そして、ポレルにとって可愛くてたまらないであろうこの赤ちゃんによる、ポレルへの逆襲が始まる。

## 登場人物・出演者・スタッフ

### 登場人物
シモン
35歳。売れない絵描き。自身が設計した美術館のデザインをポレルが盗み、そのデザインで建物を建設していることを知り恨んでいる。冒頭でポレルの車と出合い頭の事故により亡くなるが、恨みを持ったままポレルの赤ちゃんとして生まれ変わる。
ジュニア
ポレル夫妻の生まれたばかりの男の子。シモンの意識を受け継いでいて作中ではシモンの心の声としてナレーションで色々と気持ちを言っているが、実際には普通の乳児と同じでまだ言葉を話すことはできない。一緒に暮らし始めたポレルに仕返しをしようとする。
ヴァンサン・ポレル
建設会社の社長。仕事人間で他人に厳しい性格。家庭では自身待望の男の子が生まれたことを喜ぶ。生前のシモンから「建築のデザインを盗んだ」として泥棒呼ばわりされたため、心良く思っていない。
カルメン
シモンの恋人。実は二股をかけておりシモンに別れを切り出そうとした矢先、事故で彼を失う。本人によると無月経症で、生理が毎月ちゃんと来ないとのこと。シモンの死後、老婦人の家でバイトを始める。
クリステル
ポレルの妻。ジュニアの誕生自体は喜んでいるが、愛情が薄く赤ちゃんの世話には消極的で自身の生活を優先させている。ポレルの母との嫁姑関係は悪く、お互い面と向かって悪口や嫌味を言い合うなどしている。
ポレルの母
口も体も元気なお婆さん。離れて暮らしていたが、ジュニアのベビーシッターとして数週間ポレルの家で同居する。ただし明るい時間帯はジュニアの世話をするが、夜は自身のいびきでジュニアの夜泣きに気づかず頼りにならない。
チュヌビエブ
ポレル家の家政婦。ポレル家の日常的な家事をこなしながら、昼間のジュニアの世話をしている。ただし長電話が好きで、ポレル夫妻が外出すると電話に夢中になって家事を疎かにしてしまうことがある。
セバスチャン
ポレルの会社で働く建築デザイナー。会社ではデザインを創作するための個室を与えられ、勤務時間にもかかわらずお菓子を食べたり音楽を聴くなど好き勝手に過ごしている。子供っぽく不真面目な性格で屁理屈ばかり言っている。麻薬常習者。
セバスチャンの母
ポレルの秘書らしき人物。気晴らししてばかりでデザインを真面目に考えようとしない息子に手を焼いている。ポレルとは、自身の息子について愚痴をこぼしたり、子育てについて話す。夫は家を出てしまっている。
フレディ
カルメンの本命の男。50代ぐらいの男。シモンとも顔見知り。万引きをするなど素行が悪くカルメンによると逮捕歴があるとのこと。自己中心的な性格で、いつもカルメンにわがままを言っている。
老婦人
裕福な家のお婆さん。日常を優雅に暮らしている。カルメンに頼んで官能小説を朗読してもらうのを楽しみにしている。白い猫を飼っていていつもそばに置いている。

### 出演
- ティエリー・レルミット（森田順平）
- オフェリエ・ウィンテル（フランス語版）（高橋理恵子）
- レオノール・ワトリング（小橋知子）
- ミシェル・ミューラー（フランス語版）（高木渉）
- マリア・パコム（フランス語版）（沢田敏子）
- フランソワ・レヴァンタル（水野龍司）
- クレマンティーヌ・セラリエ（フランス語版）
- リズ・ラメトリ（フランス語版）
- コレット・カシッド
- マティアス・ヴァン=カーシュ Matthias Van Khache

### スタッフ
- 監督：パトリック・アレサンドラン
- プロデューサー：マヌエル・マンツ、アイサ・ジャブリ、ファリッド・ラオアッサ
- 脚本：ローラン・シューシャン
- 撮影監督：ハビエル・アギーレサロベ
- 編集：ヤン・マルコール、イスル・ウレ
- 美術：カトリーヌ・ジャリエ=プリウール

## その他
- 監督のパトリック・アレサンドランはこの作品に対し、「“赤ちゃんは常に無垢で優しい存在”という既成概念に挑んでみたいと思ったのです。生まれたばかりの赤ちゃんは、私たちが思っているよりひねくれています。」とコメントしている。